# Теорія надійності

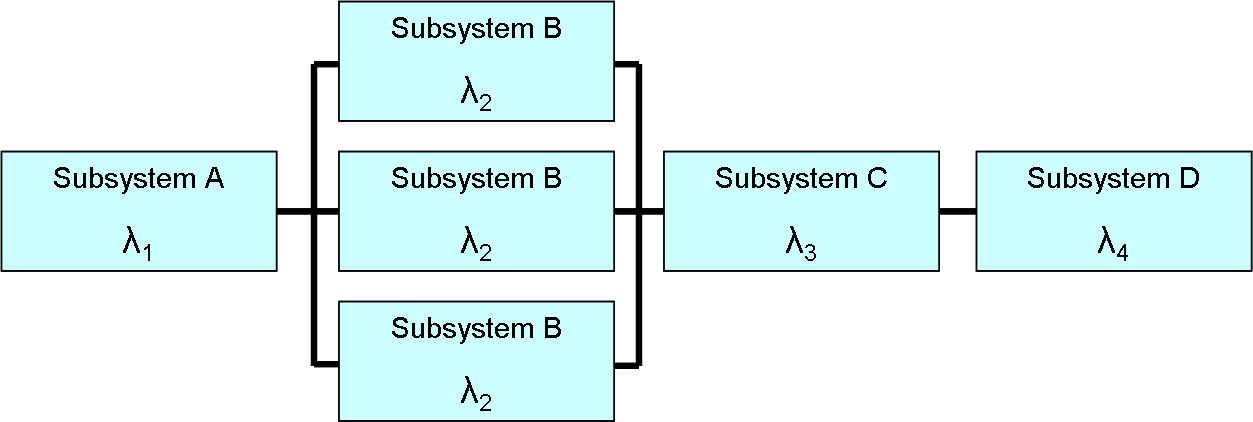

Тео́рія наді́йності — наука, що вивчає закономірності розподілу відмов технічних пристроїв, причини і моделі їх виникнення а також вивчаються і розробляються методи забезпечення ефективності роботи об'єктів (виробів, пристроїв, систем тощо) у процесі експлуатації.
Теорія надійності вивчає методи забезпечення стабільності роботи об'єктів (виробів, пристроїв, систем тощо) в процесі проектування, виробництва, приймання, експлуатації та зберігання.
Встановлює і вивчає кількісні показники надійності. Досліджує зв'язок між показниками ефективності і надійності.

## Основні допущення теорії надійності
Теорія надійності приймає наступні основні допущення:
- Відмова розглядається як випадкова подія. Причини відмов (за винятком того, що ймовірність відмови є функцією часу) задаються функцією розподілу. Інженерний підхід до надійності розглядає ймовірність безвідмовної роботи як оцінку надійності на певному статистичному довірчому рівні.
- Надійність системи тісно пов'язана з поняттям «задана функція системи». В основному, розглядається режим роботи без відмов. Однак, якщо в окремих частинах системи немає відмов, але система в цілому не виконує заданих функцій, то це відноситься до технічних вимог до системи, а не до показників надійності.
- Можливість функціювати цей час без відмов. Характеристики (показники) надійності гарантують, що компоненти і матеріали будуть відповідати вимогам на заданому відрізку часу. Тому іноді надійність в широкому сенсі слова означає властивість «гарантоздатності». У загальному випадку надійність відноситься до поняття «наробіток», яке у залежності від призначення системи та умов її застосування визначає тривалість або обсяг роботи. Напрацювання може бути як безперервною величиною (тривалість роботи в годинах, кілометраж пробігу чи милях або кілометрах тощо), так і цілочисловою величиною (число робочих циклів, запусків, пострілів зброї тощо).
- Згідно з визначенням, надійність розглядається відносно заданих режимів та умов застосування. Це обмеження є необхідним, оскільки неможливо створити систему, яка здатна працювати за будь-яких умов. Зовнішні умови функціювання системи повинні бути відомі на етапі проектування. Наприклад, марсохід створювався зовсім для інших умов експлуатації, ніж сімейний автомобіль.

## Основні терміни та визначення теорії надійності
Теорія надійності базується на низці вихідних понять, які наведено в Державному стандарті ДСТУ 2860-94.

### Об'єкти дослідження
Предметами дослідження та вивчення у теорії надійності є технічні об'єкти (вироби).
Об'єкт — це предмет визначеного цільового призначення, який розглядається як самостійна одиниця під час проектування, виробництва, експлуатації, дослідження та випробувань на надійність. Об'єктами стають системи (споруди, машини, підсистеми, апаратура, функційні одиниці, пристрої) та їх елементи.
- Система — об'єкт, який становить сукупність елементів, які сумісно працюють, і розглядається як єдине ціле та призначається для виконання визначених функцій.
- Елемент — об'єкт, який становить складову частину системи та виконує окрему складову функцію.

Поняття «система» та «об'єкт» — відносні, тому що той самий об'єкт може розглядатися і як система, і як елемент.
У залежності від пристосованості до відновлення роботоздатності всі об'єкти поділяються на ремонтовні та неремонтовні.
- Ремонтовний об'єкт — об'єкт, ремонт (відновлення справності та/чи роботоздатності) якого можливий та передбачений нормативною, ремонтною та (чи) конструкторською (проектною) документацією.
- Неремонтовний об'єкт — об'єкт, ремонт якого неможливий чи непередбачений нормативною, ремонтною та (чи) конструкторською (проектною) документацією.

Тобто ремонтовність об'єкта розглядається як потенційна можливість відновлення його роботоздатності.
З точки зору можливості відновлення у конкретних умовах експлуатації об'єкта поділяються на відновлювані та невідновлювані.
- Відновлюваний об'єкт — ремонтовний об'єкт, який після відмови та усунення несправності знову стає здатним виконувати потрібні функції з заданими кількісними показниками надійності.
- Невідновлюваний об'єкт — об'єкт, ремонт якого неможливий чи не дозволяє відновити працездатність із заданими кількісними показниками надійності.

Усі неремонтовні об'єкти належать до невідновлюваних. Ремонтовні об'єкти можуть бути відновлюваними або невідновлюваними.
За характером застосування всі об'єкти можна розподілити на об'єкти багаторазового, безперервного, одноразового та загального застосування. На відміну від об'єктів багаторазового застосування об'єкти одноразові після їх використання за призначенням припиняють своє існування.
За режимом роботи розрізняють об'єкти, які працюють у безперервному та циклічному режимах. У безперервному режимі об'єкти постійно знаходяться у стані постійного виконання своїх функцій та зупиняються (вимикаються) тільки для технічного обслуговування або ремонту. У циклічному режимі об'єкти вмикаються у випадкові або заплановані моменти, а більшість часу знаходяться у вимкненому стані. Урахування характеру застосування та режиму роботи об'єкта є однією з необхідних умов достовірності розрахунків його надійності.

### Властивості об'єкта
Найзагальнішим у цій групі термінів вважається поняття «якість».
Якість об'єкта — це сукупність властивостей об'єкта, що обумовлює його придатність до використання за призначенням та відповідність усім встановленим вимогам, які наведено в технічній документації.
А головною властивістю цієї сукупності є надійність.
Надійність — властивість технічних об'єктів зберігати у часі в установлених межах значення всіх параметрів, які характеризують здатність виконувати потрібні функції в заданих режимах та умовах застосування, технічного обслуговування, зберігання та транспортування. Вона є комплексною властивістю, яка у залежності від призначення об'єкта та умов його експлуатації може ґрунтуватись на:
- безвідмовності
- довговічності
- ремонтопридатності
- збережуваності

в окремих або певних сполученнях цих властивостей як для об'єкта, так і для його складових.

### Стани та події
У теорії надійності розглядаються такі основні стани об'єктів: справний, несправний, працездатний, непрацездатний.
- Справний стан — стан об'єкта, при якому він відповідає всім вимогам нормативно-технічної та / або/ конструкторської /проектної/ документації і здатний виконувати усі задані функції.
- Несправний стан — стан об'єкта, у якому він не здатний виконувати хоч би одну зі своїх заданих функцій.
- Працездатний стан — стан об'єкта, який характеризується його здатністю виконувати усі потрібні функції.
- Непрацездатний стан — стан об'єкта, за яким він нездатний виконувати хоч би одну з потрібних функцій.

Поняття «справний об'єкт» є ширшим за поняття «працездатний». Працездатний об'єкт може бути справним та несправним. Непрацездатний об'єкт завжди несправний.
Основні події, пов'язані із зміною станів об'єктів:
- Відмова — подія, яка полягає у втраті об'єктом здатності виконувати потрібну функцію, тобто у порушенні працездатного стану об'єкта.
- Пошкодження — подія, яка полягає у порушенні справного стану об'єкта коли зберігається його працездатність.

## Зв'язок з іншими науками
Базою математичного апарату теорії надійності є:
- Теорія ймовірностей
- Математична статистика
- Математична логіка
- Теорія випадкових процесів
- Теорія масового обслуговування
- Теорія графів
- Теорія оптимізації

На досягнення Теорія надійності спираються та використовують:
- Фізика відмов
- Статистична теорія міцності
- Технічна діагностика
- Інженерна психологія
- Дослідження операцій
- Планування експерименту